# Paraphytus dentifrons
Paraphytus dentifrons là một loài bọ cánh cứng trong họ Bọ hung (Scarabaeidae).